# Stokmarknes
Stokmarknes est une ville et port norvégien située dans l'archipel des Vesterålen, dans le comté de Nordland.

## Description

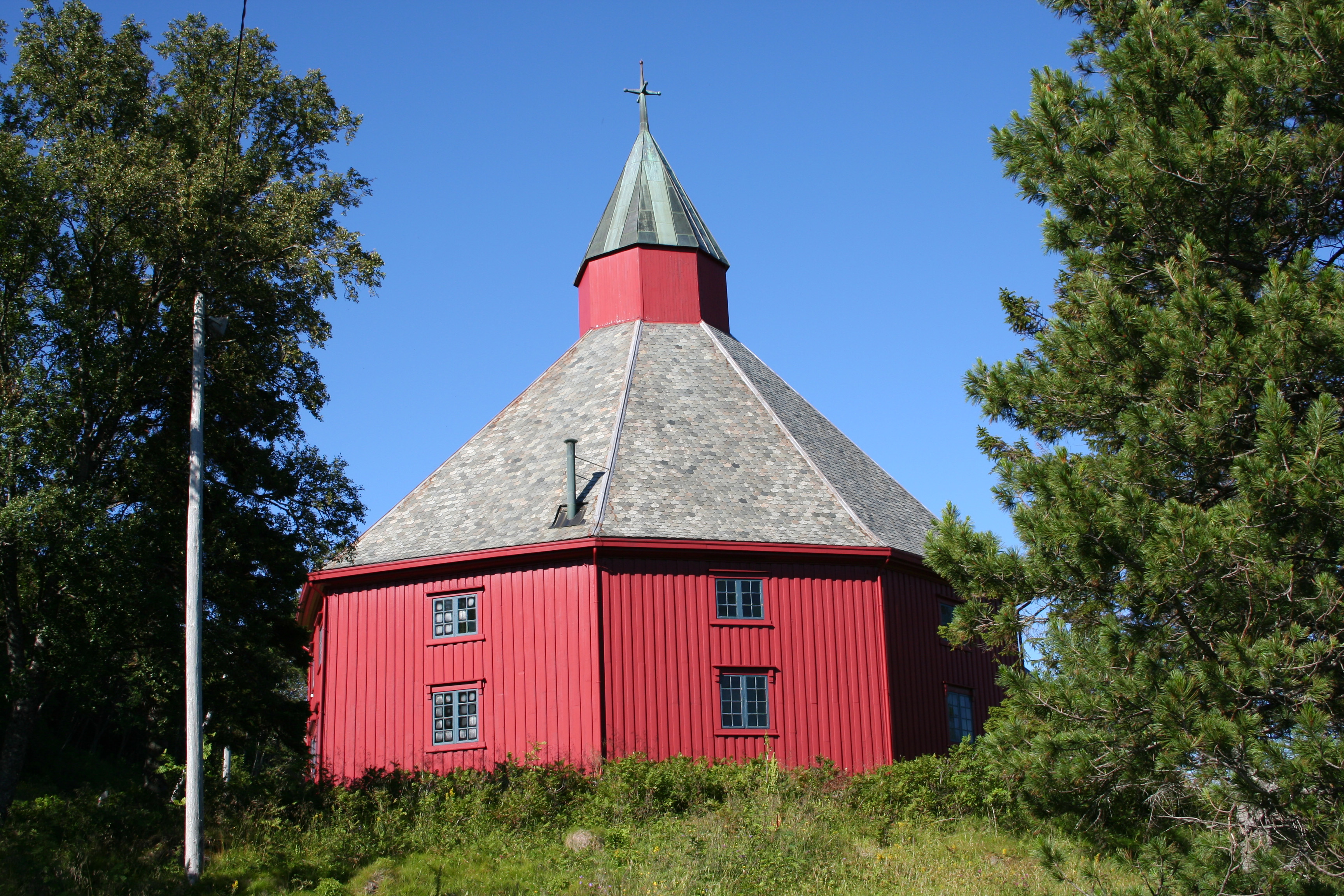
Église d'Hadsel

C'est le centre administratif de la municipalité d'Hadsel. La ville est située sur la côte nord de l'île de Hadseløya et sur la petite île voisine de Børøya.
Stokmarknes est le siège de la compagnie de transport express côtier Hurtigruten ainsi que du Norvegian Coastal Express Museum (en). L'hôpital local pour toute la région de Vesterålen est situé à Stokmarknes. Stokmarknes est la ville natale du groupe norvégien Madrugada. L'église historique de Hadsel (Hadsel Church (en)) est située à environ cinq kilomètres à l'est de Stokmarknes.
Le pont Børøy et le pont Hadsel relient Stokmarknes à l'île de Langøya au nord. L'aéroport de Stokmarknes-Skagen y est situé.

## Galerie

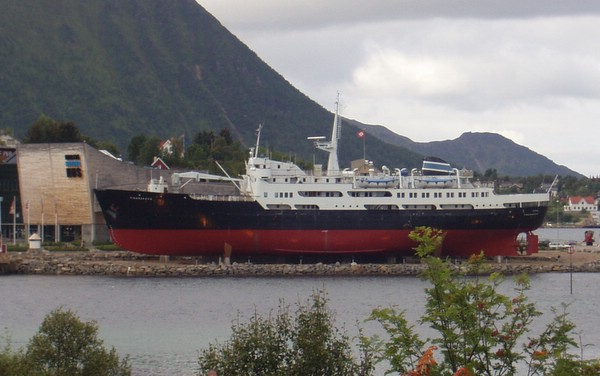
Musée Hurtigruten
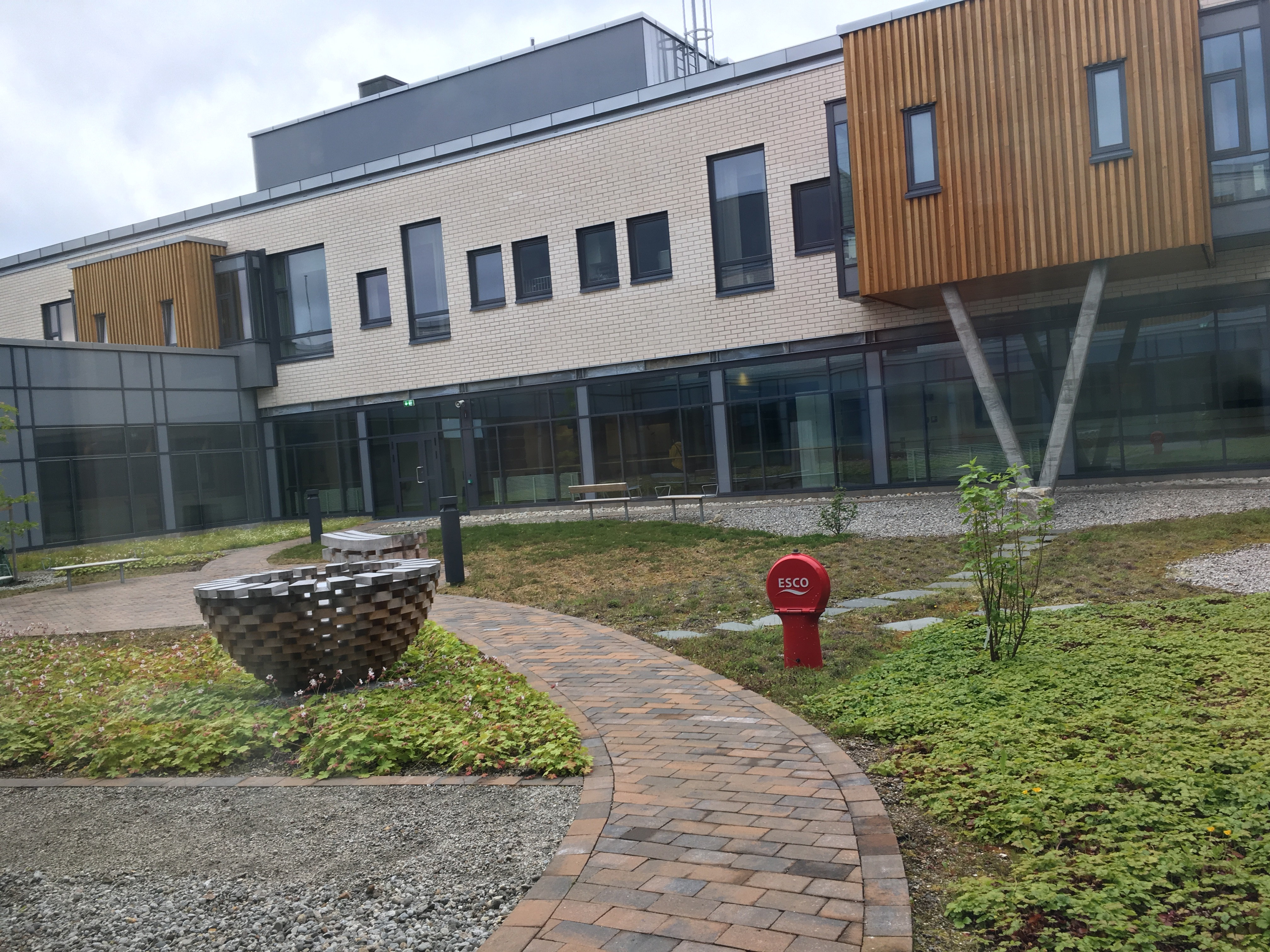
L'hôpital
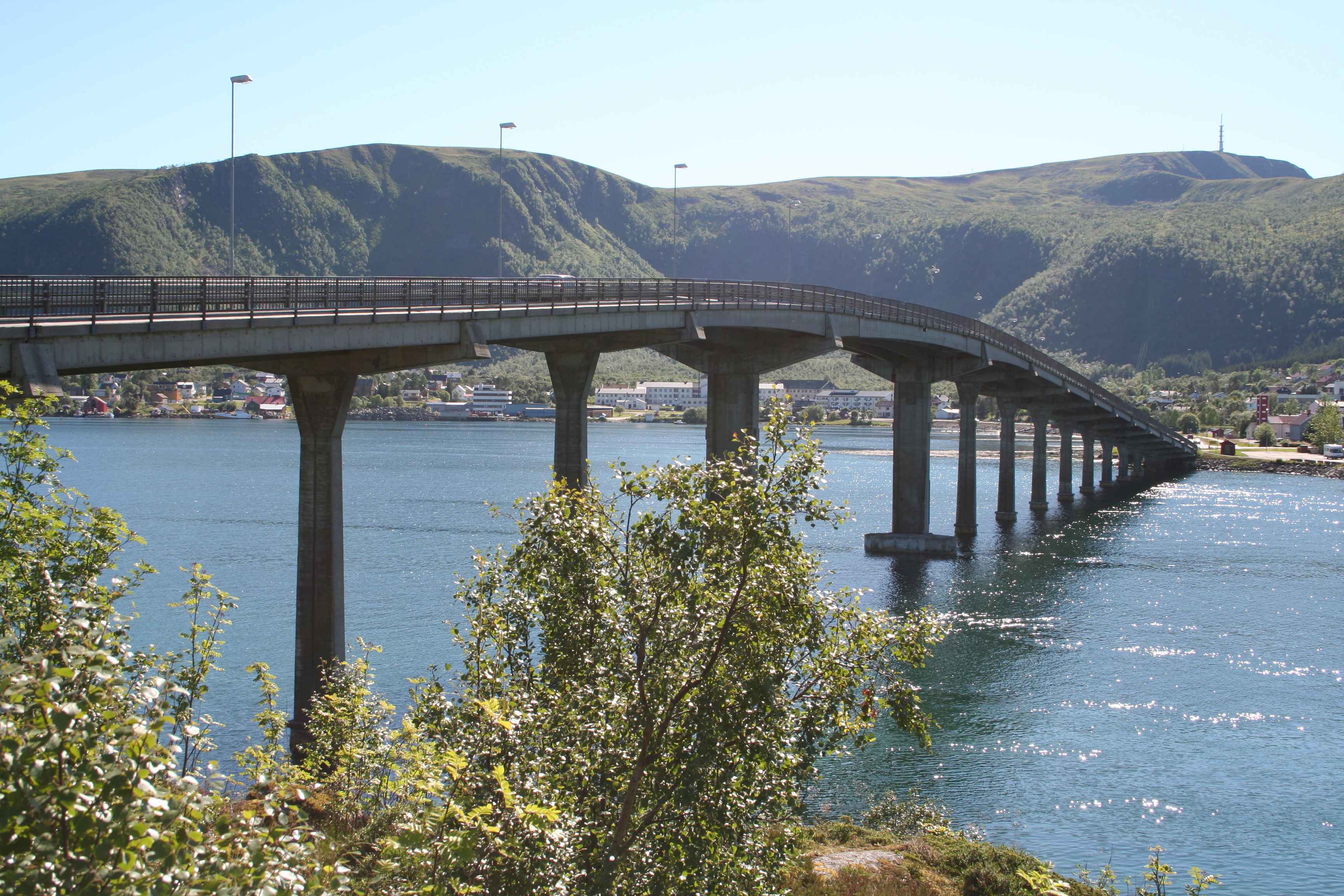
Pont de Børøy